# اوتاپ
اوتاپ (به لاتین: Otap) یک منطقهٔ مسکونی در گرجستان است که در Ochamchira District واقع شده‌است. اوتاپ Approx٫۱۵۰ نفر جمعیت دارد.